# Melody Gardot
Melody Gardot (ur. 2 lutego 1985 w New Jersey) – amerykańska piosenkarka jazzowa, autorka piosenek, pianistka i gitarzystka z Filadelfii. Śpiewa po angielsku i po francusku. 
Wpływ na jej twórczość mieli tacy muzycy jak: Judy Garland, Janis Joplin, Miles Davis, Duke Ellington, George Gershwin, Stan Getz i Caetano Veloso.

## Życiorys
Wychowywała ją głównie babcia (powojenna emigrantka z Polski), ponieważ matka była fotografem i wiele podróżowała. Naukę muzyki pobierała od 9 roku życia. Od 16 roku życia grywała na fortepianie w weekendy w barach Filadelfii, wykonując utwory tradycyjnego jazzu, rockandrollowe i piosenki Radiohead. Przed wypadkiem uczyła się w Community College w Filadelfii.
W listopadzie 2003 roku jadąc na rowerze została potrącona przez samochód i doznała neurologicznego urazu głowy, rdzenia kręgowego oraz złamania miednicy w dwóch miejscach. Po rocznej hospitalizacji i rehabilitacji zaczęła znowu chodzić, używając laski. W wyniku wypadku doszło u niej także do zmiany wrażliwości na dźwięk i światło. W związku z nadwrażliwością na światło nosi zazwyczaj ciemne okulary. W terapii pomogły jej m.in. muzyka oraz dieta makrobiotyczna. 
W szpitalu nauczyła się grać na gitarze i pisać piosenki. W tym samym czasie nagrała Epkę Some Lessons: The Bedroom Sessions. Dzięki debiutowi została zauważona przez wytwórnię Universal Records, z którą podpisała kontrakt. W 2006 roku Melody nagrała Worrisome Heart, album odniósł dość spory sukces. Na kolejny bardziej dojrzały My One and Only Thrill przyszło czekać do 2009 roku, materiał zaprezentowany na płycie powstał podczas trasy koncertowej.
Artystka zagrała koncert w Polsce 26 września 2009 w radiowym studiu im. Agnieszki Osieckiej dla około 100 osób. Koncert ten był transmitowany w Programie Trzecim Polskiego Radia. 
Podczas wywiadu 26 września 2009 w Programie Trzecim Polskiego Radia wprawiła w zakłopotanie dziennikarza Piotra Barona przytaczając słowa swojej babki, z pochodzenia Polki, mówiąc "bo ci dam po dupie".
W 2012 roku Gardot zagrała dwa koncerty w Polsce. Dnia 29 lipca 2012 roku wystąpiła w Warszawie w ramach Warsaw Summer Jazz Days. Ponownie
30 lipca 2012 odbył się jej koncert na dużym dziedzińcu Zamku Książąt Pomorskich w Szczecinie. Kolejny koncert w Polsce zagrała 9 grudnia 2015 w hali Torwar.

## Dyskografia
Albumy studyjne
| Worrisome Heart             | - Data: 26 lutego 2008 - Wydawca: Verve Records       | 80  | 44 | 81 | —  | 8  | —  | —  | —  | - FRA: złota płyta                                                  |
| My One and Only Thrill      | - Data: 28 kwietnia 2009 - Wydawca: Verve Records     | 42  | 4  | 17 | 44 | 4  | 28 | 23 | 11 | - FRA: 2x platynowa płyta - AUS: złota płyta - POL: platynowa płyta |
| The Absence                 | - Data: 28 maja 2012 - Wydawca: Verve                 | 22  | 9  | 10 | 10 | 3  | 19 | 43 | 38 | - FRA: platynowa płyta - POL: złota płyta                           |
| The Currency Of Man         | - Data: 2 czerwca 2015 - Wydawca: Verve Records       | 124 | 11 | 3  | 16 | —  | 15 | —  | 28 |                                                                     |
| Sunset in the blue          | - Data: 23 października 2020 - Wydawca: Decca Records | 70  | 27 | 10 | 13 | 18 | 38 |    |    |                                                                     |
| "—" album nie był notowany. |                                                       |     |    |    |    |    |    |    |    |                                                                     |

Minialbumy
| Some Lessons: The Bedroom Sessions | - Data: 3 maja 2005 - Wydawca: Verve Records     | — |
| Live from SoHo                     | - Data: 24 marca 2009 - Wydawca: Verve Records   | 2 |
| Bye Bye Blackbird EP               | - Data: 2010 - Wydawca: Verve Records            | — |
| A Night with Melody EP             | - Data: 6 kwietnia 2011 - Wydawca: Verve Records | — |
| "—" album nie był notowany.        |                                                  |   |

Albumy koncertowe
| Live in Europe              | - Data: 9 lutego 2018 - Wydawca: Decca Records | 57 |
| "—" album nie był notowany. |                                                |    |